# Брунька

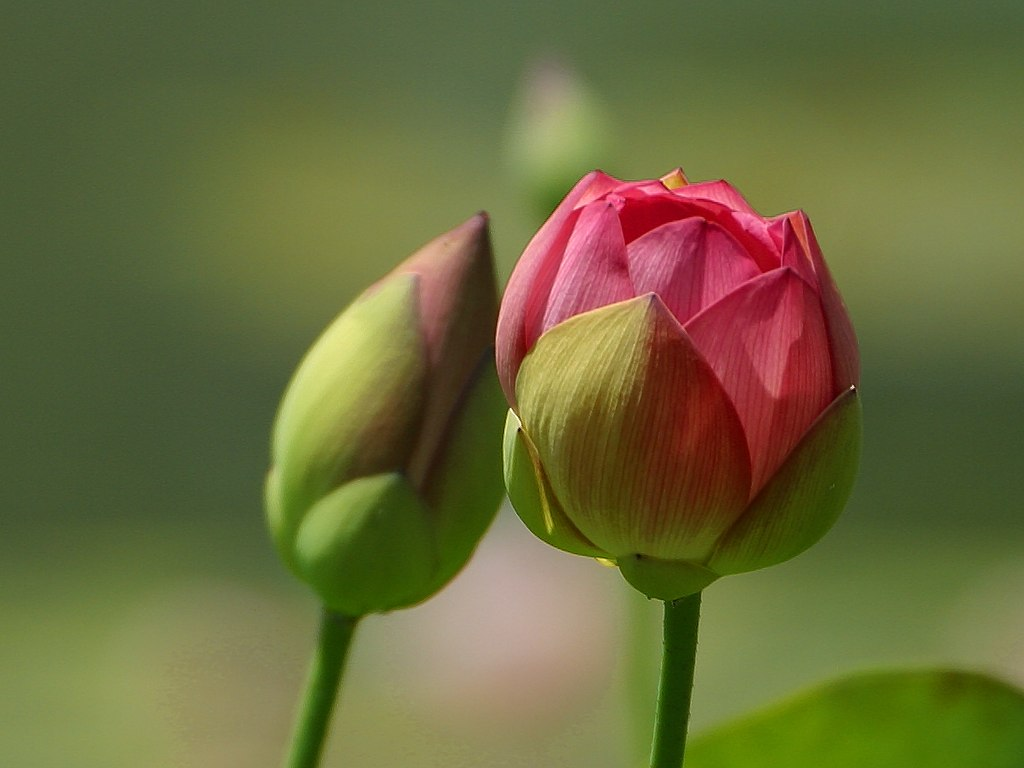
Квіткова брунька (бутон).

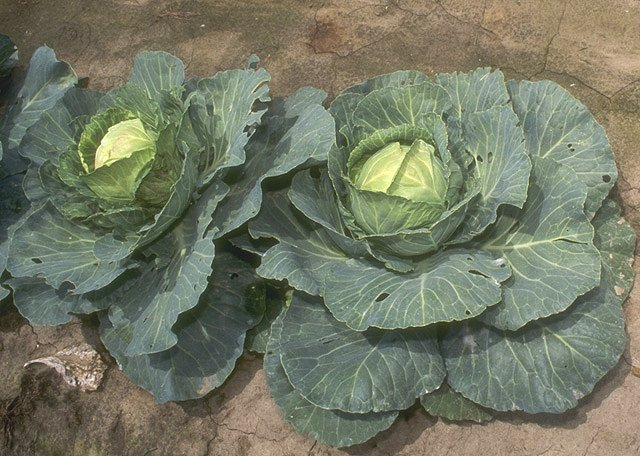
Бруньки можуть досягати великих розмірів.

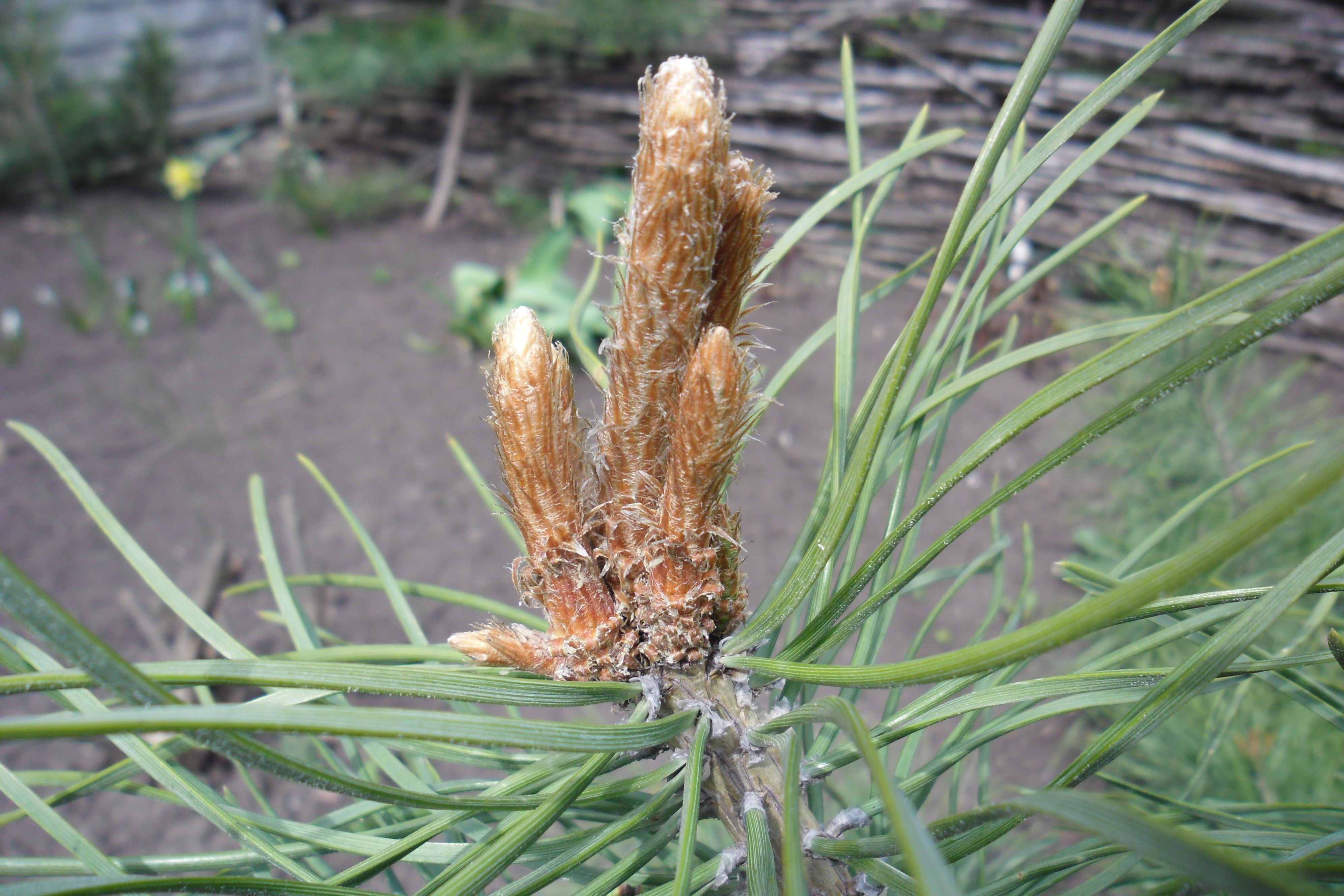
Бруньки сосни.

Різновиди бруньок

Бру́нька або клю́чка (gemma) — зародок пагона рослин, що забезпечує його верхівкове наростання та галуження. Зазвичай знаходиться в пазусі листка або на верхівці стебла. Після формування брунька може знаходитися деякий час в стані спокою або відразу давати початок пагону.

## Типи бруньок
Вегетативна (та, що росте) брунька являє собою зародковий пагін, в ній знаходиться сильно вкорочена вісь — зародок стебла з конусом проростання на верхівці та тісно розташовані зародки листків. Генеративна (квіткова) брунька несе в собі також зародки квіток та суцвіть. Квіткова брунька, що несе в собі лише одну квітку, називається бутоном.
Листкові зародки розвиваються на конусі наростання в акропетальному порядку, тобто знизу догори, і внаслідок нерівномірного росту загинаються до верхівки, утворюючи замкнену бруньку. Зовнішні листкові органи захищають внутрішні меристематичні частини від висихання та пошкоджень та утворюють всередині бруньки темну вологу камеру. При розгортанні бруньки листки відгинаються від стебла та розсуваються завдяки росту міжвузлів стебла, які майже не виражені в бруньці.
Розрізняють верхівкові, або термінальні, бруньки, за рахунок яких йде ріст пагона або його частин в довжину, та бокові, що забезпечують галуження та утворення системи пагонів і представлені у більшості насінних рослин пазушними бруньками (знаходяться в пазухах листків).
Зовнішні листки або їх частини інколи перетворюються на луски, утворюючи так звані закриті бруньки (характерні головним чином для багаторічних дерев'янистих рослин холодних та помірних широт, а також тропічних і субтропічних областей з сухим періодом). При розгортанні таких бруньок луски відпадають, а міжвузля залишаються короткими. В результаті утворюються брунькові кільця, завдяки яким можна визначити межі річних приростів та вік гілки.
Відкриті, або голі, бруньки (без лусок) характерні для багатьох дерев вологих тропічних лісів, але часто зустрічаються також в помірному поясі на незимуючих (інколи і на зимуючих, як у горлянки) пагонах трав.
У багаторічних рослин бруньки переживають період спокою (сплячі бруньки), часто пов'язаний з несприятливими умовами середовища, і лише з початком теплого або вологого сезону дають пагін (бруньки поновлення). Бруньки можуть закладатися в пазухах всіх листків, але не всі з них розгортаються одночасно. Сплячі бруньки зберігають життєздатність протягом багатьох років, і з них у випадку пошкодження вищерозташованих частин стебла або гілки розвиваються пагони. Цю здатність бруньок використовують для створення крони плодових і декоративних дерев.
Велике значення має формування додаткових бруньок, які закладаються на стеблах, листках, коренях і служать для вегетативного розмноження рослин.
Сплячі бруньки характерні для листяних дерев, чагарничків і деяких багаторічних трав. Це бруньки, які утворюються на пагоні, як і звичні бруньки відновлення, але не розвиваються в нормальні пагони протягом декількох, іноді багатьох, років. Нерідко вони сплять протягом всього життя рослини і гинуть разом з пагоном, на якому утворилися. Зрозуміло, наскільки велике біологічне значення цих бруньок, що становлять резерв і забезпечують не тільки тривале природне оновлення пагонової системи, але і відновлення рослини навіть при дуже серйозних травмах.
За довжиною міжвузлів бруньки поділяються на видовжені та вкорочені.